# Bornmüllers Ragwurz
Die Bornmüllers Ragwurz (Ophrys bornmuelleri) ist eine Art der Gattung Ragwurzen (Ophrys) in der Familie der Orchideengewächse (Orchidaceae). Ein Synonym ist Ophrys fuciflora subsp. bornmuelleri (M.Schulze) B.Willing & E.Willing.

## Beschreibung
Diese mehrjährige krautige Pflanze erreicht Wuchshöhen zwischen 15 und 50 cm.
Der Blütenstand umfasst vier bis fünfzehn Blüten. Die Kelchblätter sind grün bis weißlich oder rötlich gefärbt. Die rundum behaarte und kräftig gehöckerte Lippe wirkt in der Aufsicht trapezförmig oder quadratisch. Vorn findet man an ihr ein großes Anhängsel. Das Mal erscheint meist H-förmig und ist seitlich verzweigt.
Die Blütezeit erstreckt sich von März bis Mai.

## Ökologie
Als Bestäuber wurde Eucera penicillata beobachtet.

## Standort und Verbreitung
Diese Art bevorzugt lichte Wälder, Garriguen und Magerrasen mit basenreichen Böden. Im Gebirge findet man sie bis zu einer Höhe von 1000 Metern NN. Das Verbreitungsgebiet erstreckt sich über Vorderasien, Zypern, Levante, Südostanatolien und dem irakischen Kurdistan.

## Taxonomie und Systematik
Bornmuellers Ragwurz wurde 1899 von Carl Theodor Maximilian Schulze (1841–1915) in Mittheilungen des Thüringischen Botanischen Vereins Neue Folge, Band 13–14, Seite 127 als Ophrys bornmuelleri erstbeschrieben. Die Artbezeichnung ehrt den Botaniker Joseph Bornmüller. Synonyme sind Ophrys holoserica subsp. bornmuelleri (M. Schulze) H. Sund., Ophrys fuciflora subsp. bornmuelleri (M. Schulze) B. Willing & E. Willing und Ophrys levantina Gölz & H. R. Reinhard.
Man kann zwei Unterarten unterscheiden:
- Ophrys bornmuelleri subsp. bornmuelleri: Sie kommt in Zypern, in der Türkei, in Syrien, im Libanon, in Israel und im nördlichen Irak in Meereshöhen zwischen 0 und 1400 Metern vor.[2]
- Kurden-Ragwurz (Ophrys bornmuelleri subsp. carduchorum Renz & Taubenheim): Sie kommt im südöstlichen Anatolien in Höhenlagen zwischen 600 und 1000 Metern Meereshöhe vor.[2] Das Epitheton „carduchorum“ bedeutet „der Kurden“.